# Luciobarbus brachycephalus
Luciobarbus brachycephalus е вид лъчеперка от семейство Шаранови (Cyprinidae). Видът е уязвим и сериозно застрашен от изчезване.

## Разпространение и местообитание
Разпространен е в Азербайджан, Армения, Афганистан, Иран, Казахстан, Киргизстан, Китай, Пакистан, Русия, Таджикистан, Туркменистан и Узбекистан.
Обитава крайбрежията на сладководни и полусолени басейни, морета и реки.

## Описание
На дължина достигат до 1,1 m, а теглото им е максимум 22 kg.
Популацията на вида е намаляваща.